# Валори, Романо
Романо Валори (итал. Romano Valori, 28 июня 1886, Милан, Ломбардия — 24 октября 1918, Поволаро, Виченца) — итальянский живописец. Экспериментировал с пуантилизмом, был близок движению «Скапильятура». Успешно работал в жанрах портрета и пейзажа.

## Биография
Романо Валори родился в Милане 28 июня 1886 года; поступил в Академию Брера в Милане, где его учителем был знаменитый Чезаре Таллоне. В столице итальянского Севера Валори познакомился с живописцами-дивизионистами (пуантилистами), в частности с Анджело Барабино, а также с художниками «Лигурийской академии» (Accademia Ligustica di Belle Arti) из Генуи (Лигурия). Таким образом, Валори усваивал одновременно классическую традицию и новации постимпрессионистских и модернистских течений в искусстве.
Многие пейзажи Романо Валори написаны мелкими точками или пятнышками чистых (спектральных) цветов согласно принципам французского пуантилизма. В возрасте двадцати одного года он написал прославивший его автопортрет, получив «пансион» Ф. Айеца (Pensionato Francesco Hayez, 1907).
Впоследствии Валори стал показывать свои работы в Галерее Брера и на выставках «Постоянных» (Mostra La Permanente, 1915), получал заказы от частных лиц, в том числе от предпринимателя и мецената французского происхождения Фернана дю Шен де Вера (Fernand du Chêne de Vère), который стал покровителем молодого художника.
Получив признание любителей искусства и критиков, всего в двадцать шесть лет он в 1912 году стал почётным членом Академии Брера. Как портретист работал в манере «скапильятуры». Многие из его портретов выставлены в Картинной галерее Госпиталя Маджоре в Милане (Quadreria dell’Ospedale Maggiore Di Milano), другие работы — в Галереях современного искусства в Милане и Новаре, а также в Академии Брера.
С началом Первой мировой войны Валори пришлось уйти на фронт, где он скончался от ран в Поволаро в полевом госпитале в 1918 году.

## Галерея

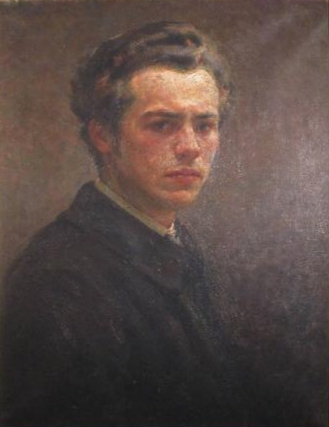
Автопортрет. 1907
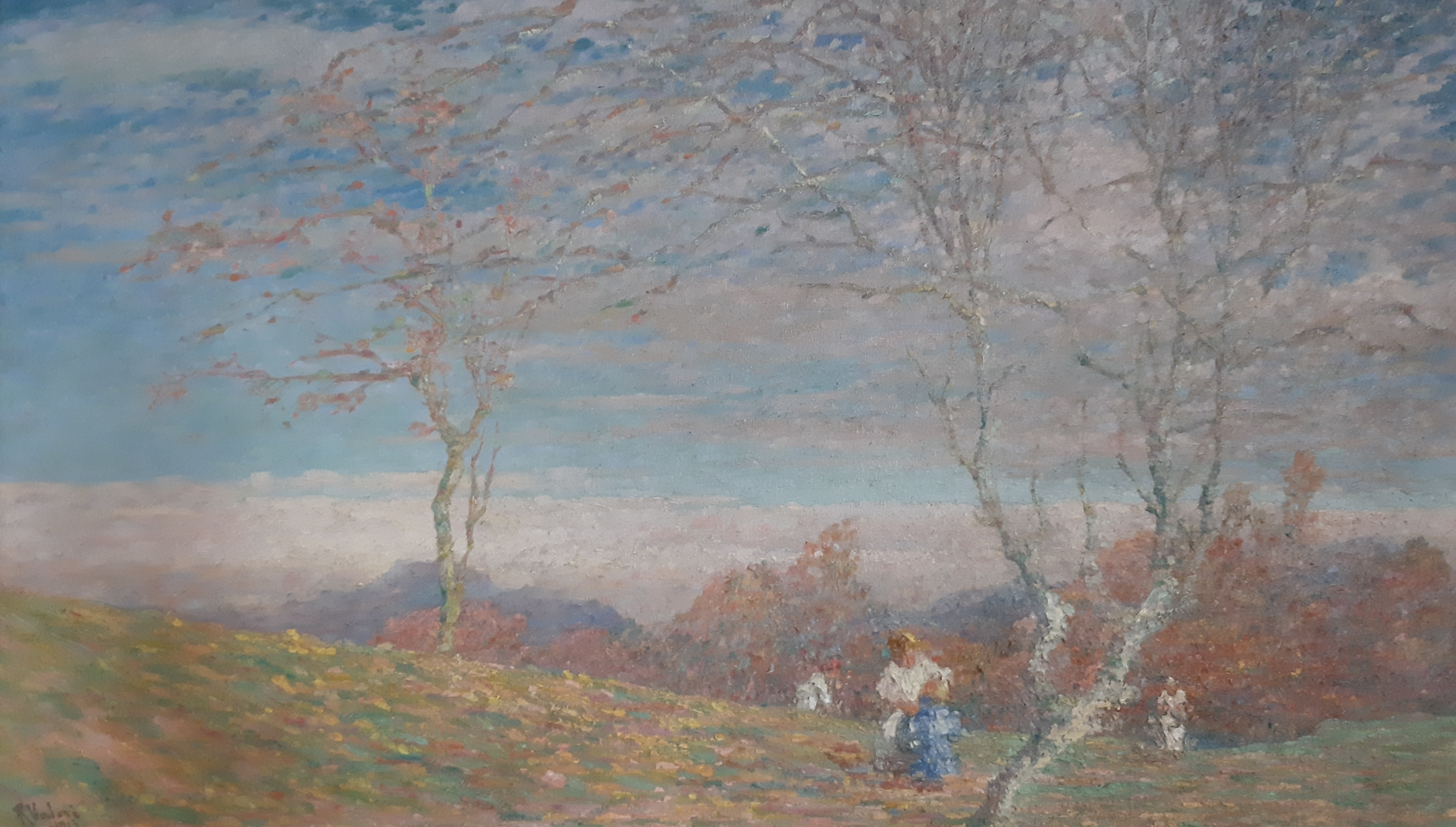
Осень. 1913
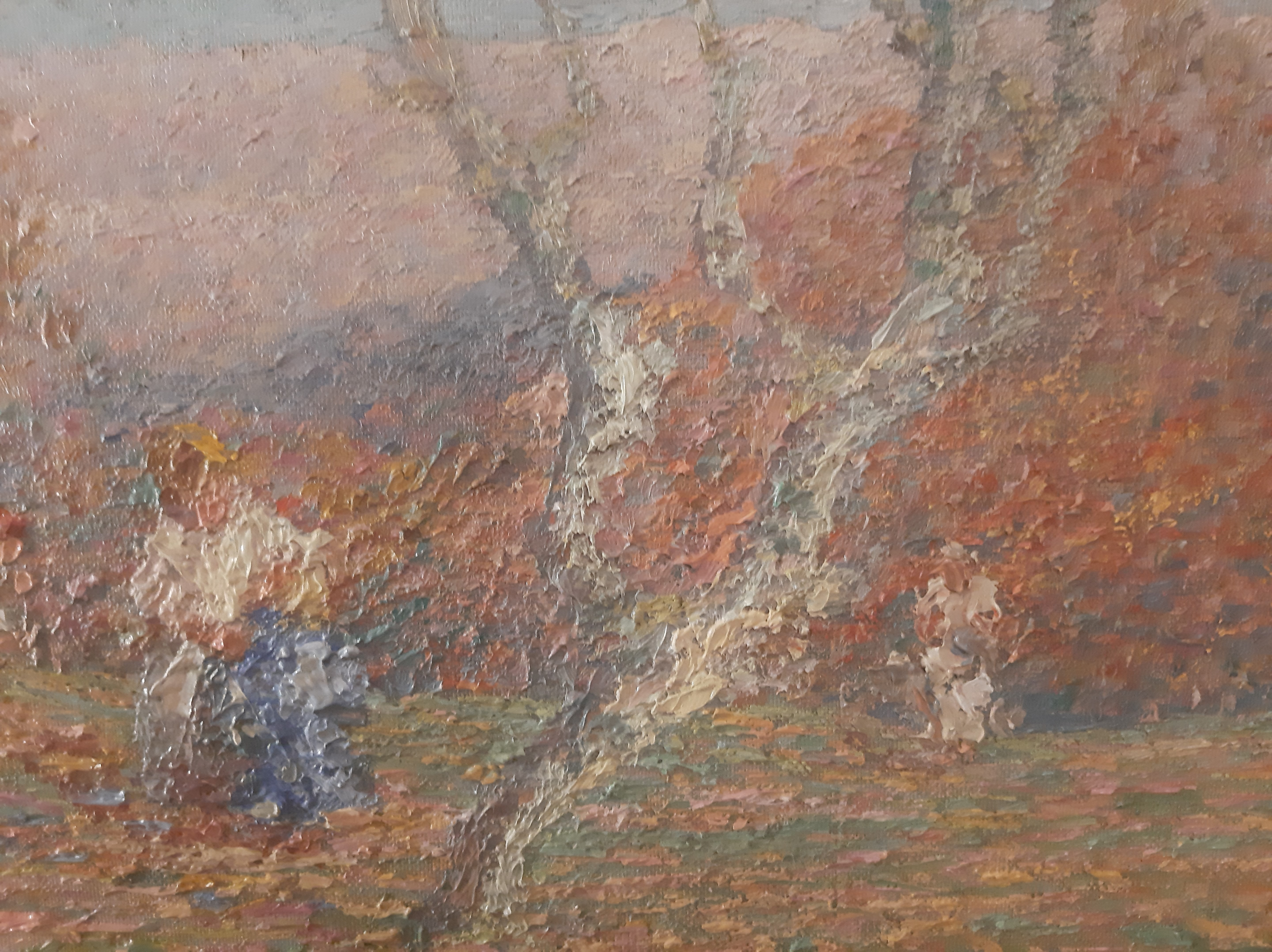